# ماتيو بوت
ماتيو بوت (بالهولندية: Mathieu Boots)‏ (23 يونيو 1975 في هولندا – )؛ هو لاعب كرة قدم سابق كان يلعب كمدافع.

## وصلات خارجية
- ماتيو بوت على موقع رابطة كرة القدم اليابانية للمحترفين (اليابانية)
- ماتيو بوت على موقع قاعدة بيانات كرة القدم.إي يو (الإنجليزية)
- ماتيو بوت على موقع Soccerway.com (الإنجليزية)
- ماتيو بوت على موقع عالم كرة القدم.نت (الإنجليزية)